# Spit of You
Spit of You is een nummer van de Britse muzikant Sam Fender uit 2021. Het is de vijfde single van zijn tweede studioalbum Seventeen Going Under.
"Spit of You" is een ballad die een wat rustiger geluid heeft dan de vorige singles van Fender. De zanger wijdt het nummer aan zijn vader. Hij zingt dat communiceren met zijn ouders niet altijd even makkelijk was, maar toch wil hij zijn liefde voor zijn vader uiten. "Spit of You" is dan ook één van de meest persoonlijke nummers van Fender.
Het nummer bereikte een bescheiden 41e positie in het Verenigd Koninkrijk. In het Nederlandse taalgebied deed de plaat niets in de hitparades.

## Tracklijst
- Muziekdownload

1. "Spit of You" - 4:33